# Marina Martori
Marina Rubio i Martori (Barcelona, 9 d'octubre de 1979), més coneguda com a Marina Martori, és una escriptora i gestora cultural catalana.
És llicenciada en Comunicació Audiovisual per la Universitat Ramon Llull, professionalment ha treballat en el món del disseny i del teatre. També ha escrit diverses novel·les tant per a nens com per a adults de diferents gèneres, incloent-hi romàntic o novel·la negra, així com alguns contes i articles. Ha col·laborat a ràdio, televisió, teatre, centres culturals i actualment ho fa de forma habitual del diari El 9 Nou. És directora del Teatre Auditori de Llinars del Vallès, localitat on resideix des de la seva infantesa.

## Obres
Novel·les
- Blau turquesa (La Galera, 1999)
- El cel de Lisboa (La Galera, 2001)
- Crims del desig (La Galera, 2001)
- El manuscrit càtar (La Galera, 2006)
- M'ha posat a cent que no portis calces (Alpina, 2011)
- Dones salvatges (Alpina, 2012)[5]
- M'ha posat a cent el teu consolador vermell (Alpina, 2013)[6]
- Per pur plaer (Alpina, 2015)